# Rodeo am Himmel
Rodeo am Himmel – Forschung für mehr Flugsicherheit ist ein deutscher Dokumentarfilm des Rundfunks Berlin-Brandenburg aus dem Jahre 2003.
Der Film dokumentiert die Erforschung von atmosphärischen Schwerewellen (Gebirgswellen) und die Auswirkung der Turbulenz auf die Luftfahrt. Es werden die Piloten des Mountain Wave Project bei den Segelflug-Expeditionen in Hochgebirgsregionen der Anden, Alpen und Pyrenäen begleitet, sowie die Unterstützung des Projekts durch Luft- und Raumfahrtpioniere gezeigt.

## Handlung
Der Beitrag dokumentiert die Faszination des Segelfliegens. Dieser Luftsport wird auf Grundlage der optimalen Nutzung unterschiedlicher Aufwindarten betrieben. Dieser Sachverhalt wird in einem kurzen historischen Abriss zu Beginn des Films erläutert. Beginnend mit den ersten thermischen Überlandflügen bei den Rhönwettbewerben über der Wasserkuppe im zwanzigsten Jahrhundert, Flügen in Gewitterwolken bis hin zu Höhenrekordsegelflügen über den Alpen. Im Fokus stehen jedoch die Aufwinde durch Wellen im Lee von Gebirgszügen mit ihren turbulenten Wirbelwalzen den Rotoren und den außergewöhnlich wirkenden Lenticularis-Wolken Moazagotl.
Luftfahrtpionier und Rekordpilot Joachim P. Kuettner schildert seine Wellenflugabenteuer in dieser Aufwindart, die er in den 1930er Jahren erstmals in Schlesien wissenschaftlich untersucht hatte. Es wird über die Hintergründe eines Absturzes durch starke Turbulenz im Monster Rotor während des Sierra Wave Project berichtet und aktuelle Forschungsergebnisse (Simulation der Rotortypen) des National Center for Atmospheric Research vorgestellt. Anschließend wird der Bogen zu den Wellenflugpionieren der neuen Generation geschlagen. Die Mitglieder des Mountain Wave Project (MWP) jagen nicht nur dem Küttner- 2000 km Streckenflugrekordpreis hinterher, sondern wollen mit ihren vielfältigen Forschungen über Luftturbulenzen einen Beitrag zur Erhöhung der Flugsicherheit leisten.
Die ersten Stationen der fliegerischen Expedition des MWP in die Argentinischen Anden sind die Vorbereitung des Forschungsflugzeuges Stemme S10 VT in Strausberg bei Berlin, die höhenphysiologische Vorbereitung der Flüge am DLR mit der Fachberatung durch den Astronauten Ulf Merbold. Eine Fahrt der MWP-Piloten in der Unterdruckkammer bis 10.000 m und eine Vorführung der Sauerstoffmangelsymptome werden in diesem Zusammenhang demonstriert. Es schließen sich Luftaufnahmen von der Andenexpedition an, die Einblicke aus dem Segelflugzeugcockpit in aktive Vulkane erlauben, sowie ein Rekordflug bei stürmischen Winden in Gebirgswellen am 16. Dezember 1999 von über 1.550 km über die Magellanstraße bis Rio Grande auf Feuerland.
Die Bedeutung der MWP-Turbulenzforschung für die militärische und zivile Luftfahrt wird an den Schauplätzen Hindukusch in Afghanistan, Pyrenäen und an der Verkehrsfliegerschule der Lufthansa erläutert. Flugzwischenfälle und Hinweise auf Abstürze belegen die Bedeutung, neue Vorhersageverfahren für die seltene Wettererscheinung zu entwickeln. Der Abschluss des Films erlaubt einen Ausblick auf die Visionen des MWP-Teams, gedreht beim Deutschen Luft- und Raumfahrtzentrum in Köln. Die Erforschung der hohen Wellen in der Stratosphäre, Untersuchungen und Messungen an Perlmutterwolken im Höhensegler geflogen von Piloten in Astronautenanzügen sind die zukünftigen Aufgaben für das MWP-Team.

### Bewertung
Geprägt ist der Film durch den Protagonisten Rene Heise, der eine wissenschaftliche Dokumentation über Leewellen beim RBB anregte, sie fachlich begleitete und dank seiner Verbindung zur Luft- und Raumfahrt in verschiedenen Phasen organisierte sowie durch die ungewöhnlichen Flugerlebnisse des Segelflug-Weltrekordpiloten Klaus Ohlmann. Den Autoren dieser Dokumentation ist es gelungen, dem Zuseher in Form einer wissenschaftlichen Dokumentation komplexe Inhalte einer atmosphärischen Erscheinung näher zu bringen, die dank des Einsatzes des Synchron- und Hörspielsprecher Joachim Kerzel und der Einbindung von Grafiken gelingt.
Die Dokumentation wurde mehrmals in Deutschland (RBB, Phoenix) über die Deutsche Welle im Ausland und im Chinesischen Staatsfernsehen ausgestrahlt. Ein Kurzbeitrag wurde im Rahmen des RBB-Wissenschaftsmagazins OZON am 24. September 2003, der Folgebeitrag „Sierra Nevada – Luftwirbel gefährden Flugsicherheit“ am 24. Mai 2006 beim RBB gezeigt.

## Auszeichnungen
2004 war die Wissenschaftsdokumentation nominiert für den Ludwig-Bölkow-Journalistenpreis.